# البهبودي
الشيخ محمد باقر البهبودي (1929-2015م)، وهو عالم دين شيعي وأستاذ جامعي معاصر في طهران، متخصص في علم الحديث. ولد الشيخ سنة (1308 هجري-شمسي)، ويعد أحد أهم المحقّقين في علم الرجال بشهادة المرجع كمال الحيدري ، كما وصفه محمد حسين الحسيني الطهراني بأنه: «العالم المتضلّع الخبير».

## أساتذته
منهم:
- روح الله الخميني.
- أبو القاسم الخوئي.
- محسن الحكيم.
- حسين البروجردي.
- أحمد اليزيدي.
- هاشم القزويني.
- محمد تقي النيسابوري.

## نشاطاته ومؤلفاته
اهتم البهبودي بمشروع تنقية التراث وقام بعلمية جريئة أثارت لغطاً وردود أفعال كبيرة حيث تبنى غربلة أحد أهم مصادر الحديث في المذهب الإثني عشري وهو كتاب الكافي للشيخ محمد بن يعقوب الكليني، فقام البهبودي بتحقيق هذا الكتاب وتنقيته مما بدا له أنه ضعيف ومكذوب، فكانت النتيجة التي توصل إليها هي صحة ربع الكتاب فقط (4428 من أصل 16194 أثر)، كما أخرج كتاب صحيح الميزان في التفسير للسيد محمد حسين الطباطبائي، وحقّق 45 مجلداً من كتاب بحار الأنوار للشيخ محمد باقر المجلسي. وللدّفاع عن منهجه في تحقيق الأحاديث، عمد البهبودي إلى كتابة عدّة كتب في هذا المجال، من أهمّها: كتاب معرفة الحديث وكتاب علل الحديث، بالإضافة إلى العديد من المنشورات والمقالات الصحفية.
عندما أصدر النسخة الفارسية من كتاب صحيح الكافي قام صاحب المطبعة -وبضغط من مراجع دينية- بتغيير عنوان الكتاب إلى (زبدة الكافي)، كما قام المرجع الشيخ حسين علي المنتظري -وكان نائب روح الله الخميني وقتها- باستدعاء البهبودي وأمره بسحب جميع النسخ من الأسواق بما فيها النسخة العربية -حسب ما ذكره المرجع جعفر السبحاني في حوار مع صحيفة كيهان-.
ويرى البهبودي أن حملات النقد ضده كانت بسبب تسميته لكتابه (صحيح الكافي) إذا أن هذه التسمية أدت -في نظره- إلى تساؤل كثير من الناس عما يرويه العلماء والخطباء ومدى صحته وسلامته.

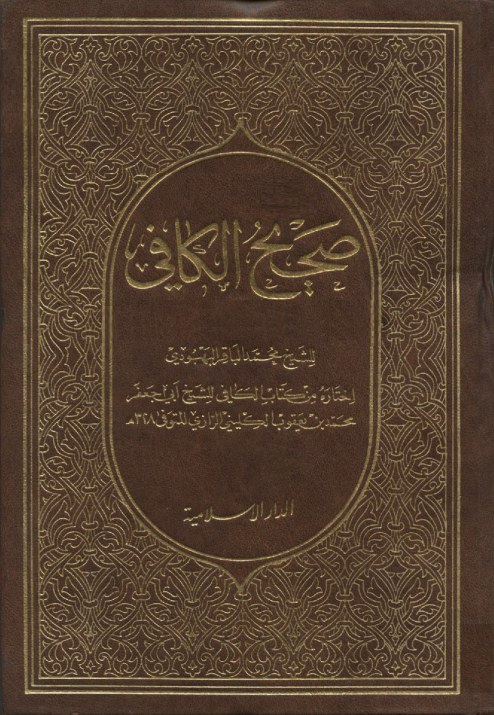
صورة غلاف كتاب "صحيح الكافي" الذي صدر في ثلاثة أجزاء.

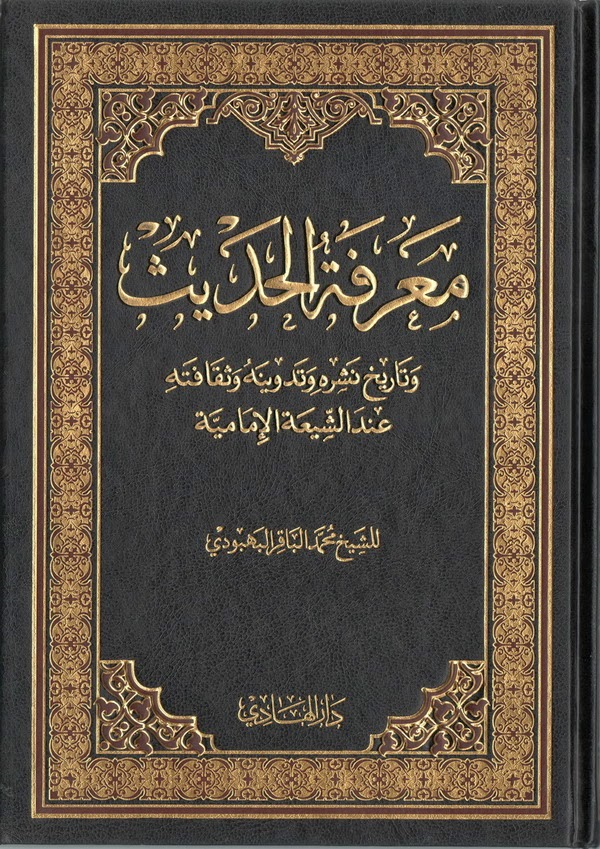
صورة غلاف كتاب "معرفة الحديث".

## انتقادات
ومن علماء الشيعة الّذين كان لهم موقفاً سلبيّاً تجاه ما قام به العلامة البهبودي من تأليف (صحيح الكافي):
- صادق الحسيني الروحاني: حيث أجاب على السؤال التالي: ما رأيكم بكتاب (صحيح الكافي) للبهبودي؟

الجواب: ما رأيت كتابه ولا أريد أن أراه؛ ضرورة أنه لا يمكن كتابة كتاب صحيح على جميع المباني الرجالية، كما أنه دعوة عملية لإغلاق باب الاجتهاد الرجالي، وهي مرفوضة عندنا جملةً وتفصيلاً.
- علي الحسيني الميلاني: حيث أجاب على السؤال التالي: ما رأيكم بالبهبودي صاحب (صحيح الكافي)؟

الجواب: لم تعبأ الحوزة العلمية بأعماله المذكورة ولا قيمة لها في الأوساط العلمية.

## وفاته
تُوفي محمد باقر البهبودي في العاشر من شباط سنة 2015 (21 بهمن 1393 هـ-ش) وقد أعلن المرجع كمال الحيدري في درسه خارج الأصول (السنة النبوية 52) وفاته.

## وصلات خارجية
- تنزيل الأجزاء الثلاثة من كتاب «صحيح الكافي» للبهبودي